# دایره مینا
دایرهٔ مینا، فیلمی ایرانی ساخته سال ۱۳۵۳ به کارگردانی داریوش مهرجویی است. این فیلم پنجمین فیلم داریوش مهرجویی و دومین فیلم رنگی او و دومین کار مشترک او با غلامحسین ساعدی است. به علت همزمانی با تأسیس سازمان انتقال خون ایران این فیلم به مدت سه سال توقیف بود. چون گمان می‌رفت که سیاه نمایی صورت گرفته‌است. ولی سرانجام در ۱۳۵۶ پروانهٔ نمایش گرفت و در جشنواره پاریس ۱۹۷۷ (پاییز ۱۳۵۶) و سپس در برلین به نمایش درآمد و جوایزی نیز از این دو جشنواره دریافت کرد. اکران عمومی آن در ایران در ۲۳ فروردین ۱۳۵۷ آغاز شد. توقیف چند ساله فیلم و موضوع متفاوت و جسورانه آن به همراه استفاده از ستاره‌های سینمای تجاری مانند فروزان، دایرهٔ مینا را به جنجالی‌ترین ساختهٔ مهرجویی تا آن زمان تبدیل کرد. این فیلم محصول مشترک تل‌فیلم، شرکت سینمایی و فیلم‌بردای ایران، وزارت فرهنگ و هنر، و شرکت تعاونی سینماگران ایران است.

## خلاصهٔ داستان

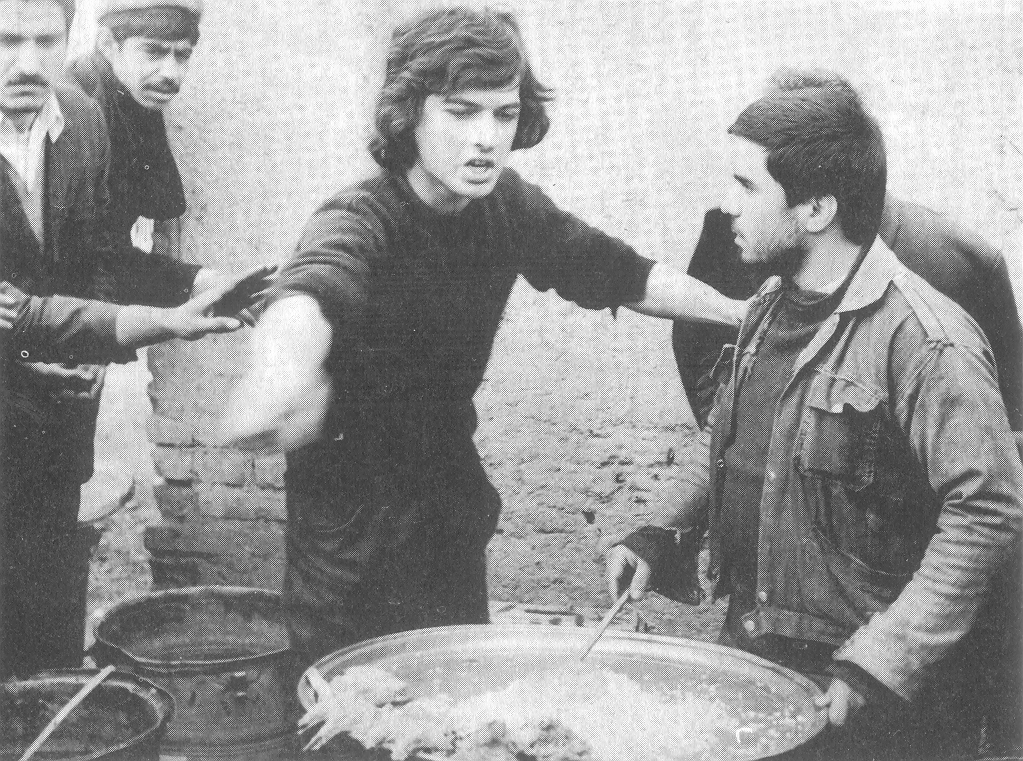
سعید کنگرانی در نقش علی

پسر جوانی به نام علی (سعید کنگرانی) که با خانواده‌اش در محله‌های حاشیه‌ ایی شهر مشهد ( گلشهر ) زندگی می‌کند پدر بیمارش (اسماعیل محمدی) را برای معالجه به بیمارستان شاه رضا مشهد ( اکنون امام رضا ) می‌برد. اما نمی‌تواند پدرش را بستری کند. آنها چند روزی را در پیاده‌رو کنار نرده‌های بیمارستان سپری می‌کنند تا این که با شخصی به نام سامری.  (عزت‌الله انتظامی) روبه‌رو می‌شوند. پدر از او کمک می‌خواهد. سامری به پدر و پسر می‌گوید که اگر می‌خواهند به سادگی پول زیادی به دست آورند فردای آن روز صبح زود ساعت شش، سر چهارراه منتظر او باشند. صبح روز بعد سامری، علی و پدرش را سوار کامیونی می‌کند که چند نفر دیگر در آن هستند. آن‌ها نمی‌دانند برای چه و به کجا می‌روند و پرسش‌های‌شان بی پاسخ می‌ماند. در آزمایشگاه پدر متوجه می‌شود که می‌خواهند از او خون بگیرند او اعتراض می‌کند و اجازه نمی‌دهد از او خون بگیرند. ولی از علی خون گرفته می‌شود و سامری در مقابل ۲۰ تومان به او می‌دهد. سامری دلال خون است و خون مستمندان و معتادان را ارزان می‌خرد و به بیمارستان‌ها می‌فروشد. علی طی رفت‌وآمد به بیمارستان با راننده آمبولانس به نام اسماعیل (علی نصیریان) و پرستار جوانی به نام زهرا (فروزان) آشنا می‌شود. سامری از پسر می‌خواهد برای او کار کند و برای آزمایشگاه خون‌گیری دهندهٔ خون جمع‌آوری کند و بدین ترتیب علی تبدیل به یکی از پادوهای سامری می‌شود. حال پدر روز به روز وخیم‌تر شده تا این که می‌میرد. علی در این کار روز به روز جلوتر می‌رود و زندگی تازه‌ای را شروع می‌کند.

## فیلم‌نامه

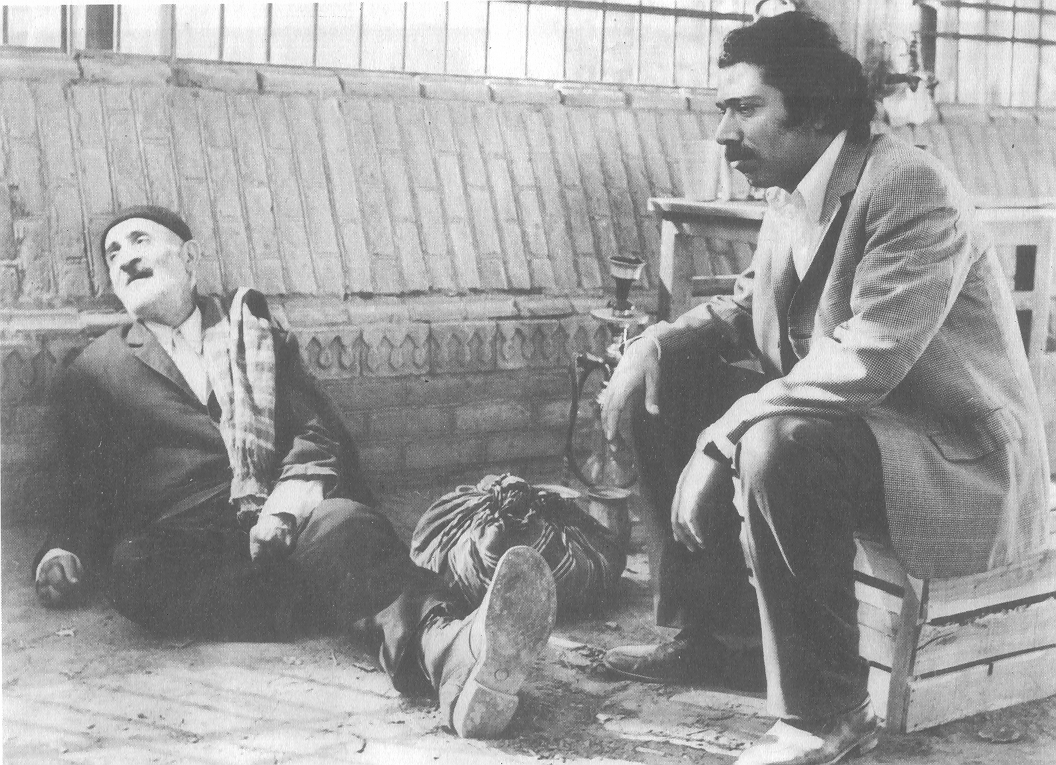
علی نصیریان (در نقش اسماعیل) و اسماعیل محمدی (در نقش پدر علی) در نمایی از دایرهٔ مینا

بعد از فیلم گاو که اقتباسی بود از مجموعه داستان‌های غلامحسین ساعدی به نام عزاداران بیل، دایره مینا دومین فیلمی است که مهرجویی براساس داستانی از ساعدی و با همکاری و مشارکت او ساخت. فیلم‌نامهٔ دایرهٔ مینا اقتباس شده از داستان آشغالدونی از مجموعه داستان‌های گور و گهواره است. به گفته جواد طوسی، مهرجویی در دایرهٔ مینا به یک واقع‌گرایی ناب اجتماعی دست می‌یابد. سهم عمده‌ای از این موفقیت — همچون فیلم گاو — از نوشتهٔ غلامحسین ساعدی است.
غلامحسین ساعدی در بازنویسی و حتی هنگام ساخت فیلم با مهرجویی و گروه همکاری می‌کرد. عزت‌الله انتظامی دراینباره می‌گوید: «به هر حال در کار با مهرجویی، روال مانند همیشه بود و بحث دربارهٔ چندوچون شخصیت سامری و ویژگی‌های اخلاقی و رفتاری او؛ منتها این بار دکتر ساعدی هم بود و با ساعدی هم هر وقت داستانی از او را کار می‌کردم وضع همین‌طور بود. همیشه با دکتر ساعدی صحبت می‌کردم و از او هم کمک می‌گرفتم.»
تغییراتی که فیلم نسبت به داستان دارد عمدتاً یا به ضرورت‌های هنری یا به دلیل شدیدتر بودن ممیزی در سینما نسبت به کتاب است. جواد طوسی در پانویس مقاله‌ای که دربارهٔ فیلم شیرک مهرجویی می‌نویسد: «ساعدی در داستان آشغالدونی با مطرح کردن همکاری علی با مأموران ساواک در جهت لو رفتن و دستگیری دکتر معترض بیمارستان، به سقوط کامل شخصیت علی تأکید دارد؛ ولی مهرجویی در دایرهٔ مینا به لحاظ عدم امکان بیان صریح این مطلب در آن زمان، اوج سیر قهقرایی شخصیت علی را با بی‌تفاوتی او در قبال مرگ پدرش به تصویر می‌کشد.»
امید روشن‌ضمیر در این‌باره می‌نویسد: «مهرجویی در اقتباس این داستان، همان سبک واقع‌گرایانهٔ ساعدی را اختیار کرده‌است و وقایع را بدون حشو، با تکنیکی حساب‌شده، نمایش می‌دهد. به خاطر شرایط دوران تهیهٔ فیلم، قسمت خبرچین شدن علی کنار گذاشته شده و در عوض، داستان دکتر جوانی به آن اضافه شده که سعی می‌کند آزمایشگاه خونی دایر کند تا نفوذ دلال خون را که خونِ آلوده به بیمارستان می‌فروشد از بین ببرد.»

## نمایش و پس از آن
دایره مینا در ۱۳۵۳ ساخته شد اما پروانه نمایش نگرفت. تا آن که سرانجام در ۱۳۵۶ پروانهٔ نمایش گرفت و خیلی زود در جشنوارهٔ پاریس (پاییز ۱۳۵۶) به نمایش درآمد و در زمستان همان سال (۱۹۷۸) در جشنواره بین‌المللی فیلم برلین هم نمایش داده شد. اما اکران عمومی آن در روز ۲۳ فروردین ۱۳۵۷ در سینما آتلانتیک و دیانا در تهران بود که مورد توجه تماشاگران و منتقدان قرار گرفت. دایرهٔ مینا پس از تأخیری چهار ساله، پنج هفته در سینما آتلانتیک و شش هفته در سینما دیانا روی پرده بود و بیش از ۱۶ میلیون ریال کارکرد داشت. فیلم صرفنظر از اینکه با اقبال عمومی مواجه شد تحسین صاحب‌نظران و منتقدان را نیز کسب کرد.

### جایزه‌ها

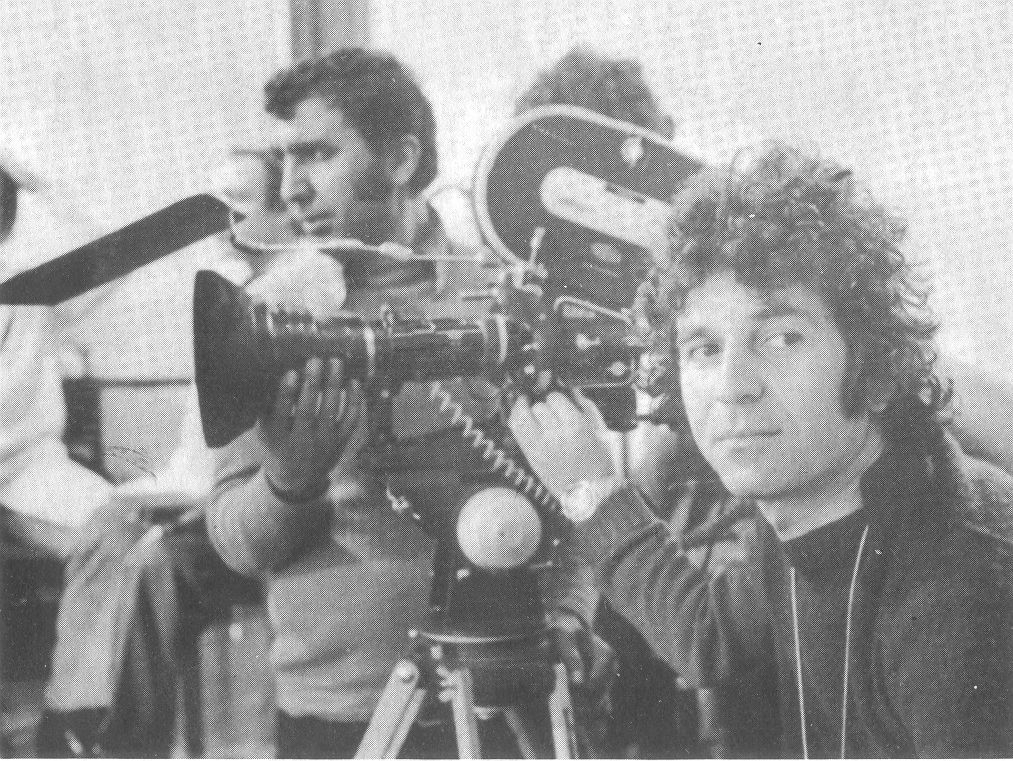
داریوش مهرجویی در پشت صحنهٔ فیلم‌برداری دایرهٔ مینا

دایرهٔ مینا در جشنواره‌هایی بسیاری از قبیل پاریس، برلین، وایادولید (اسپانیا)، سینماتک اونتاریو (کانادا)، موزهٔ هنرهای زیبای بوستون، و جشنواره بین‌المللی فیلم هنگ‌کنگ به نمایش درآمد و جوایزی را نصیب خود کرد. این فیلم نخستین نماینده ایران در جایزه‌های آکادمی اسکار بود. اما نتوانست موفقیتی کسب کند.
- ۱۹۷۷ - جایزهٔ بزرگ «آنتن دو» از جشنوارهٔ جهانی فیلم پاریس.
- ۱۹۷۸ - جایزه ویژهٔ بین‌المللی کاتولیک‌ها، جشنوارهٔ جهانی فیلم برلین.
- اسفند ۱۳۵۶: برنده جایزه فدراسیون بین‌المللی منتقدان فیلم (به‌اختصار فیپرِشی: FIPRESCI) در بیست و هشتمین جشنوارهٔ جهانی فیلم برلین در سال ۱۹۷۸ [۷]
- ۱۹۸۰ - جایزه بهترین فیلم، جشنواره فیلم پراد فرانسه.

## حضور فروزان

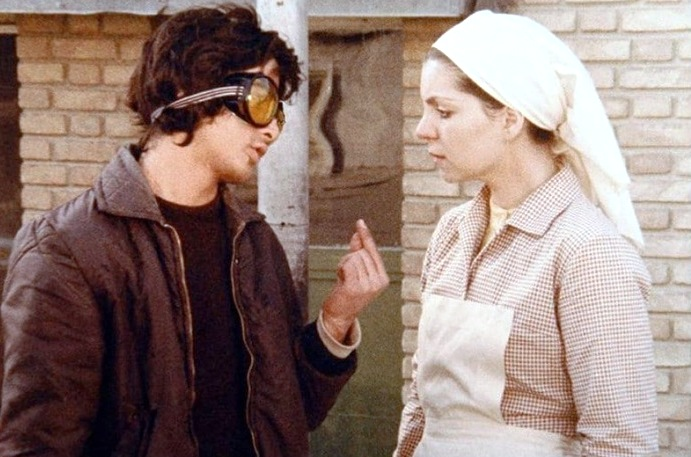
فروزان (زهرا) و سعید کنگرانی (علی) در نمایی از دایرهٔ مینا

حضور فروزان چه از نظر منتقدان که انتظار نداشتند بازیگری از سینمای تجاری و موسوم به فیلمفارسی در فیلم روشن‌فکرانه‌ای از مهرجویی بازی کند و چه از نظر عموم مردم جالب و خبرساز بود. در مجلهٔ اطلاعات هفتگی، شمارهٔ ۱۶۶، آذر ۱۳۵۲ نوشته: «چند روز قبل، عده‌ای از هنرمندان وزارت فرهنگ و هنر و تلویزیون ملی ایران برای تهیهٔ صحنه‌هایی از فیلم دایرهٔ مینا به مشهد آمده بودند. از جمله این هنرمندان، عزت‌اللّه انتظامی هنرپیشه ارزنده سینما و تئاتر بود. انتظامی را در سالن هتل یافتم و با او به گفتگویی کوتاه نشستم. از انتظامی دربارهٔ انتخاب فروزان، ستارهٔ مشهور سینما برای ایفای نقش در دایرهٔ مینا پرسش کردم و او گفت: «ما هنرپیشگان خوبی در سینما داریم. اما متأسفانه آنگونه که می‌بایست از آن‌ها بهره‌برداری نکردیم. فروزان برخلاف کاراکترهای قبلی‌اش که مجبور بود تجارتی بازی کند در حال حاضر و در این مدت کوتاه همکاری با ما ثابت کرده‌است که خیلی بهتر و راحت‌تر در قالب شخصیت‌های مختلف ظاهر می‌شود.» انتظامی همچنین دراینباره می‌گوید: «وقتی در مشهد برای فیلم‌برداری می‌رفتیم، به خاطر حضور فروزان، غلغله می‌شد. به‌نحوی که ناگزیر بودند پس از فیلمبرداری او را با ماشین اسکورت کنند و به اقامتگاهش برسانند. می‌گفتند مهرجویی به این دلیل او را انتخاب کرده که فروش فیلم تضمین شود. در حالی که واقعیت چیز دیگری بود.» مهرجویی نیز در گفت‌گو با ایرج صابری دراینباره گفته‌است:
- شرکت دادن فروزان در این فیلم برای خیلی‌ها شگفت‌انگیز بود. چرا او را انتخاب کردید؟
مهرجویی: «به زهرا خوب می‌خورد. به‌علاوه فروزان هنرپیشهٔ خوبی است. با دیسیپلین و حرفه‌ای است؛ و اگر جای درست خودش بنشیند بهتر هم خواهد شد.»
- فکر نمی‌کنید که او خوشگلتر از زهرای کتاب است؟
مهرجویی: «چرا، قبول می‌کنم. علی هم همین‌طور.»

## نقد فیلم

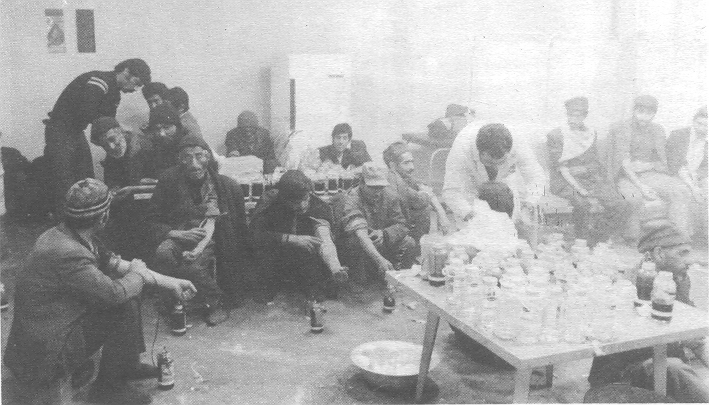
نمایی از دایرهٔ مینا نیازمندان در حال فروش خون

دایرهٔ مینا مانند دیگر فیلم‌های مهرجویی مورد نقد و بررسی زیادی قرار گرفت و در نشریات خارج از ایران و داخل ایران نقدهای زیادی بر آن نوشتند. موضوع جسورانهٔ فیلم و توقیف چند ساله و استفاده از ستاره‌های سینمای تجاری مانند فروزان، دایرهٔ مینا را به پرسروصداترین ساختهٔ مهرجویی تبدیل کرد. بیشتر نقدها فیلم را ستایش کردند و فقط در نقدی که در روزنامهٔ آیندگان توسط جهانبخش نورایی نوشته شده بود به فیلم حمله شد و مورد انتقادات شدیدی قرار گرفت. همچنین فیلم‌برداری هوشنگ بهارلو مورد توجه خاص منتقدان قرار گرفت و معمولاً در نقدهایی که از این فیلم صورت گرفته به آن توجه ویژه شده‌است.

### گفته‌های صاحب‌نظران

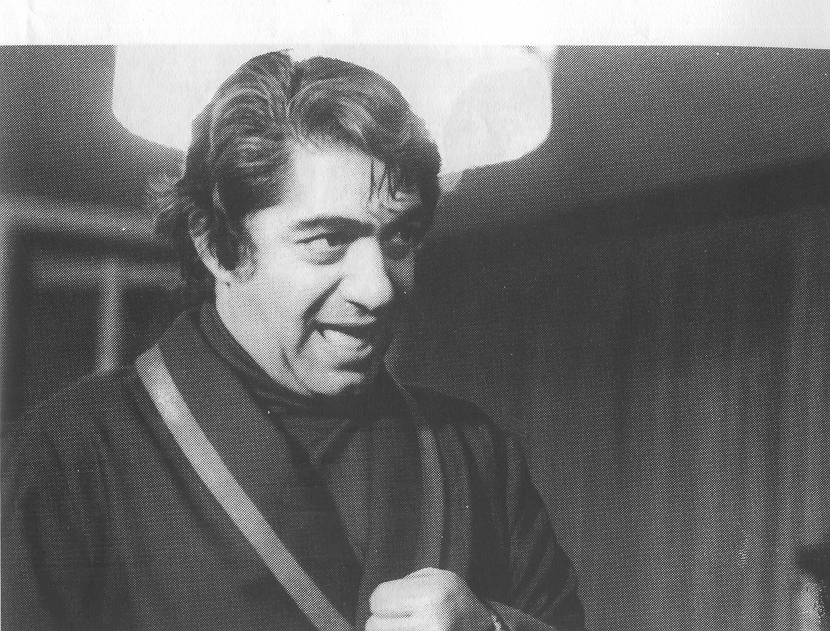
عزت‌الله انتظامی در نقش سامری خون فروش

- روان. شعاع جذبه و جنون در دایره‌ای بسته. مجلهٔ تماشا، سال هشتم، شمارهٔ ۳۶۰، ۲ اردیبهشت ۱۳۵۷.

«دایرهٔ مینا اگر پخته‌ترین کار مهرجویی نباشد، بدون تردید روشن‌ترین و ساده‌ترین فیلم اوست؛ فیلمی است که اگر هشدار نمی‌دهد، دست‌کم، لالایی هم نمی‌خواند…
طلعت میرفندرسکی به عنوان تدوین‌گر شناختی دقیق از ریتم فیلم دارد و مونتاژش با حرکت خط قصه هماهنگی نسبی ولی منطقی دارد. هوشنگ بهارلو در مقام مدیر فیلمبرداری، همچنان کاری درخشان ارائه می‌دهد؛ مخصوصاً در صحنه‌های خارجی و نماهای باز… فرشید مثقالی که پس از تیتراژ بامعنی «آقای هالو»، این‌بار صحنه‌آرای فیلم است که خود امتیاز دیگری است برای آن.»
- جهانبخش نورایی، روزنامه آیندگان، ۷ اردیبهشت ۱۳۵۷.

« «دایره مینا» یک اثر سینمایی سست، کم مایه و -در چند مورد- جعلی است. فیلم تنها در ده پانزده دقیقهٔ اول (تا معرفی دکتر داوودزاده) گیرایی دارد، زیرا ما را در برابر تعدادی انسان معتاد، از ریخت افتاده، کپک‌زده و مضمحل قرار می‌دهد که برای قوت روزانه‌شان شیرهٔ جان خود را می‌فروشند و بی‌پناهی آن‌ها قلب تماشاگر را به درد می‌آورد.»
- هوشنگ حسامی. دایرهٔ مینا. هفته‌نامهٔ جوانان رستاخیز، شمارهٔ ۱۱۸، ۳ آذر ۱۳۵۶

«فیلم «دایرهٔ مینا» به نوعی از سینما که من آن را «سینمای مستقیم» (نه «سینما حقیقت» و نه «سینمای مستند») می‌نامم، وابسته است. ویژگی سینمای مستقیم در این است که کندوکاو در علت‌ها و معلول‌ها به‌طور موازی پیش می‌رود.»
- محسن سیف. دایرهٔ مینا، برش واقعی از زوایای اجتماع. هفته‌نامه سینما، دورهٔ جدید، شمارهٔ ۲۳۰ و ۲۳۱، ۹ و ۱۶ اردیبهشت ۱۳۵۷.

« «دایرهٔ مینا» تاول چرکین و دردناکی است که با نیشتر واقع‌نگری غلامحسین ساعدی نویسندهٔ اصل داستان و سناریو و هوشیاری و آگاهی داریوش مهرجویی -به عنوان سازندهٔ فیلم- می‌ترکد و عفونت آن نفس کشیدن را مشکل می‌سازد.»
- بیژن امکانیان. رستگاری ازدست‌رفته، روزنامه اطلاعات، ۲۶ اردیبهشت ۱۳۵۷.

« «دایرهٔ مینا» محاسن بسیاری هم دارد که ناشی از تیزهوشی و دید تصویری فیلمساز است که البته به یاری فیلمبرداری خوب هوشنگ بهارلو، نتیجهٔ ثمربخشی به‌بارآورده و همین مسئله فیلم را اثری درخور تعمق، دیدنی و قابل احترام نشان می‌دهد.»
- ماکس تسیه، اکران فوریه ۱۹۷۹

«پیشتر می‌دانستم که داریوش مهرجویی (سازندهٔ فیلم‌های «گاو»، «هالو» و «پستچی») بدون شک، بهترین کارگردان ایرانی و ریشه‌دارترین آنان است. با دیدن «دایرهٔ مینا» که تمثیلی است در قالب فیلم، در این اعتقاد خود، راسخ‌تر می‌شویم.»
- وینسنت کانبی. دایرهٔ مینا، نیویورک تایمز، سپتامبر ۱۹۷۹

«فیلم ایرانی «دایرهٔ مینا» به کارگردانی داریوش مهرجویی که چندین سال پیش‌ساخته شده و از همان ابتدا توقیف شده بود، امروز در پابلیک تئاتر به نمایش درآمد. وقتی مجوز خروج از کشور فیلم صادر شد، به شک افتادم که صدور چنین مجوزی برای این است که گفته شود هنرمندان در ایران، آزادی دارند، چون شاه در معرض انتقادهای فزاینده‌ای در خارج از کشور بود و این انتقادها به خاطر خط مشی سیاسی وی در ایران، صورت می‌گرفت.»
- ژ. لاژونس، (به فرانسوی: Revue De Cinema)

«این فیلم ناامیدانه و این بازخواست صریح از زیباترین آثاری است که تاکنون ساخته شده‌است.»
- درک ملکوم. دایرهٔ مینا، آرتس گاردین، ۸ دسامبر ۱۹۷۷

«نخست -و بیش از هر چیز- باید گفته شود که این فیلم شگفت‌انگیز است. فیلمبرداری آن را هوشنگ بهارلو انجام داده و یکی از بهترین کارهایی است که امسال دیده‌ام.»

### دیدگاه فیلم‌ساز
- گفتگوی مهرجویی با هوشنگ حسامی. روزنامه رستاخیز، شماره ۴۴۸، شنبه ۱ آبان ۱۳۵۵.

«فیلم در واقع با این نیت شروع شد که فقط در بیننده ایجاد فکر کند. قصد من این بود که تا آنجا که مقدور است، فقط نگاه کنم و نشان دهم. بی‌آنکه بخواهم حکمی صادر کنم و دست به قضاوت اخلاقی بزنم…»
- گفتگوی مهرجویی با مجلهٔ سینما چاپ پاریس ژانویه ۱۹۷۹

«من در مورد درک مفاهیم فیلم از طرف تماشاگران نمی‌توانم قضاوت کنم. فقط می‌توانم بگویم تا حد امکان سعی کرده‌ام این مفاهیم را به‌شکلی ساده و کلاسیک بیان کنم. هرگز نخواسته‌ام اثری استیلیست که ابداً برای توصیف محتوای فیلم مناسب نیست، حقیقت را گرفت و آن را با دیدی عینی و عمیق نگریست و با سادگی بیان کرد. در این‌صورت زندگی با همهٔ پیچیدگی و دشواری آن نمودار خواهد شد.»

## گروه سازنده

### بازیگران، نقش‌ها و گویندگان

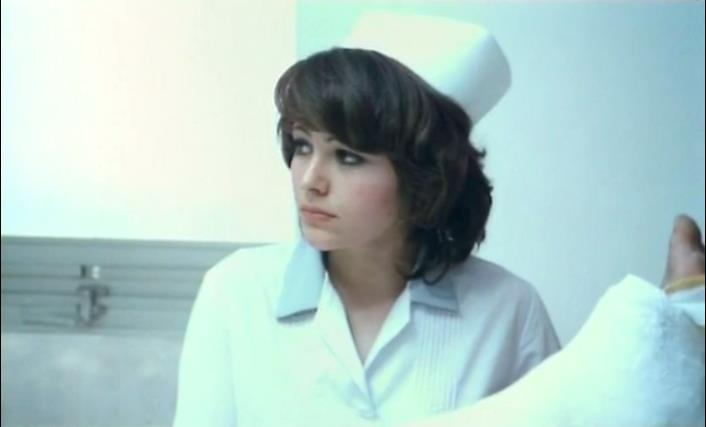
آتش خیّر

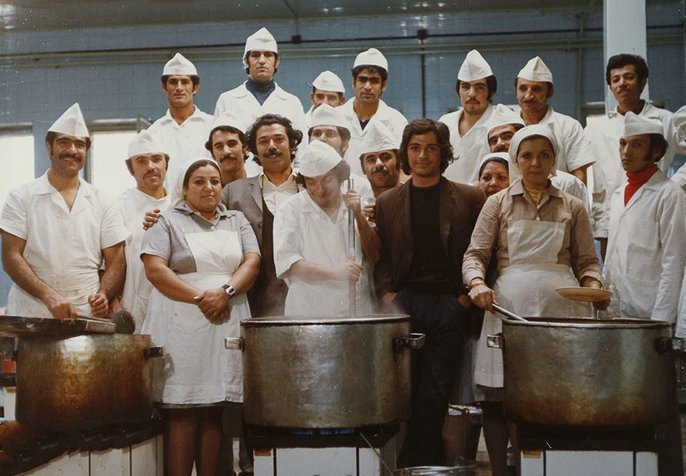
بازیگران فیلم دایره مینا

| بازیگر          | نقش              | گوینده          |
| --------------- | ---------------- | --------------- |
| سعید کنگرانی    | علی              | میرعلی حسینی    |
| عزت‌الله انتظامی | سامری            | عزت‌الله انتظامی |
| علی نصیریان     | اسماعیل          | علی نصیریان     |
| فروزان          | زهرا             | ژاله کاظمی      |
| بهمن فرسی       | دکتر داودزاده    | منوچهر زمانی    |
| اسماعیل محمدی   | پدر علی          | احمد توکلی      |
| رفیع حالتی      | پزشک بیمارستان   |                 |
| محمد مطیع       | دلال خون فروش    |                 |
| سروش خلیلی      | آشپز بیمارستان   |                 |
| ایرج راد        | انترن            |                 |
| امرالله صابری   | دکتر جواهری      |                 |
| آتش خیّر         | پرستار           |                 |
| جمشید لایق      | پزشک بیمارستان   |                 |
| مرضیه برومند    | پرستار بیمارستان |                 |
| اسماعیل شنگله   | پزشک بیمارستان   |                 |
| پری امیرحمزه    |                  |                 |
| فریده سیگارودی  | پرستار           |                 |
| محمد بخش        | پزشک بیمارستان   |                 |
| حسین عالمی      | پزشک بیمارستان   |                 |

### عوامل
| سمت             | نام                                                                  |
| --------------- | -------------------------------------------------------------------- |
| کارگردان        | داریوش مهرجویی                                                       |
| فیلم‌نامه‌نویس    | داریوش مهرجویی بر اساس داستان کوتاه «آشغالدونی» نوشتهٔ غلام‌حسین ساعدی |
| تهیه‌کنندگان     | پرویز صیاد، ملک‌ساسان ویسی، بهمن فرمان‌آرا.                            |
| مدیر فیلم‌برداری | هوشنگ بهارلو.                                                        |
| طراح صحنه       | فرشید مثقالی.                                                        |
| تدوین           | طلعت میرفندرسکی.                                                     |
| دستیار کارگردان | محمد بزرگ‌نیا.                                                        |
| منشی صحنه       | پریناز نوایی، نسرین فرخی.                                            |
| مدیر تولید      | محمدعلی نقی کنی، محسن جابری.                                         |